# Ordine di Santa Isabella
L'Ordine di Santa Isabella è un Ordine dinastico di cui è Gran Maestro la Duchessa di Braganza.

## Storia
Fu creato da Giovanni VI del Portogallo il 4 novembre 1801 come segno di devozione a Sant'Elisabetta di Portogallo, la santa regina di Portogallo: il re investì sua moglie Carlotta Gioacchina di Borbone-Spagna della carica di Gran Maestro dell'Ordine. L'ordine è esclusivamente rivolto alle dame, nobili e cattoliche: il totale dei membri non può superare le ventisei.
Nel 1910 la monarchia cadde e il Governo repubblicano smise di conferire l'Ordine, che fu comunque conferito dall'esilio da Manuele II del Portogallo e poi da sua moglie. L'Ordine è conferito dalla moglie del Duca di Braganza, capo della Real Casa del Portogallo o, in sua assenza, da una Grande Dama di grandissima nobiltà: l'ultima fu, in ordine di tempo Cayetana Fitz-James Stuart y de Silva Falcó y Gurtubay (1953-2014).  

## Insegne
- Il nastro dell'Ordine è rosa pallido con una fascia bianca al centro.
- La medaglia è costituita da un medaglione coronato e circondato da un intreccio di rose (allusione ad un miracolo della regina) e rappresenta in centro la raffigurazione della santa sovrana mentre fa delle donazioni ad un povero, il tutto realizzato in smalti.
- Il motto dell'Ordine è Pauperum Solatio.